# Кітадайто
Кітадайто Кітадайто:-дзіма (яп. 北大東島, «острів Північний Дайто») — острів на півдні Японського архіпелагу, належить до групи островів Дайто. За винятком сусіднього острова Мінамі Дайто, поблизу від Кітадайто немає заселеної землі на відстані 400 км, а сам острів не був заселений до періоду Мейдзі. На острові знаходиться село Кітадайто, адміністративно належить до повіту Сімадзірі префектури Окінава.

## Історія
Достеменно невідомо, коли було відкрито острови Кітадайто та Мінамі Дайто. Найімовірніше, вперше їх відкрив Бернардо де ла Торре у 1543 році, у проміжку від 25 вересня до 2 жовтня, під час невдалої спроби доплисти до Нової Іспанії з Філіппін на кораблі San Juan de Letran. Тоді ці два острови й було позначено на карті під назвою Las Dos Hermanas (Дві сестри). Точно відомо, що Кітадайто та Мінамі Дайто були помічені іспанцями вже пізнішої дати, 28 липня 1587, мореплавцем Педро де Унамуно, що назвав їх Islas sin Probecho (Збиткові острови).
Острів був названий росіянами "Північний Бородіно" у 1820, коли російський мореплавець Захар Панафідін пропливав повз нього на судні «Бородіно».

## Економіка
Населення переважно займається рибальством.
В першій половині XX століття на Кітадайто вели видобуток фосфоритів.

## Транспорт
Кітадайто не має піщаних пляжів і природних гаваней. Човни доставляються з моря в порт і назад краном. Провізію на острів доставляють по морю раз у тиждень або рідше. 
Острів має аеропорт Кітадайто, відкритий у квітні 1971 на випадок  вимушених посадок літаків.

## Галерея

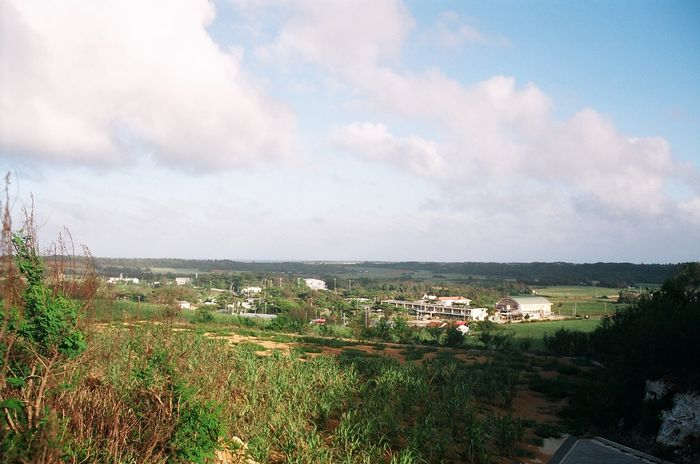
Вид на центральну частину острова
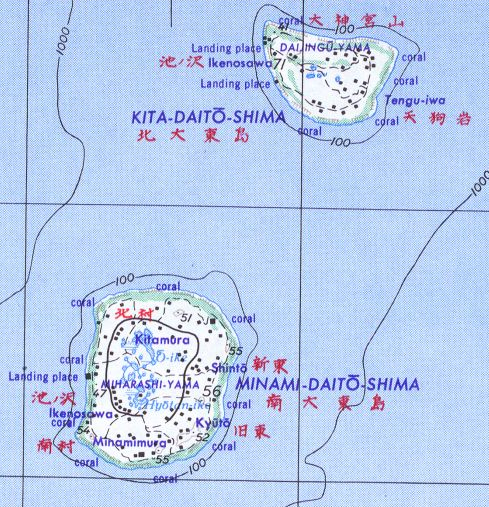
Детальна карта островів Дайто
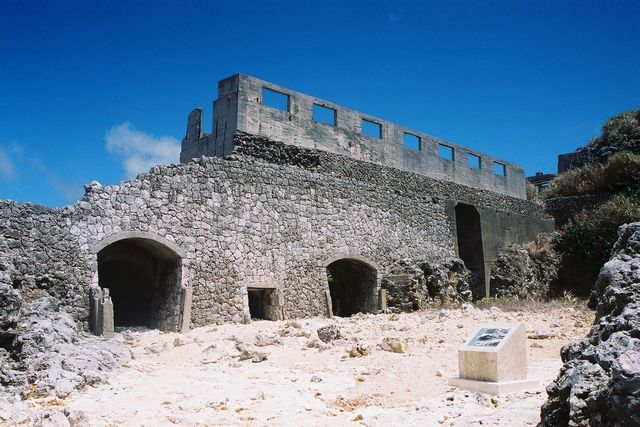
Сховище фосфоритів